# 다크니스 (2002년 영화)
《다크니스》(영어: Darkness)는 2002년 개봉한 초자연 공포 영화이다.

## 줄거리
스페인 출신인 가장 마크의 미국인 가족이 1960년대 초 오컬트 의식 중에 아이들 여섯 명이 사라진 바르셀로나 교외 농촌 저택으로 이사한다. 곧 마크는 헌팅턴병이 심해져 뇌전증 발작을 겪고 심신 상태가 악화된다. 집에는 전기 문제가 있고, 아들 폴은 집에서 이상 현상들을 겪으면서 어둠을 두려워하게 된다.
딸 리지나는 이 집이 사탄 숭배자들의 의식을 위해 만들어졌고, 마크의 아버지인 알베르트가 그 집단의 일원이며, 40년마다 발생하는 식에 사랑하는 자의 손에 목이 잘린 일곱 아이들을 인신공양하는 것이 의식의 조건임을 알게 된다. 과거 마크는 제물 중 하나였지만 알베르트가 자신이 실은 마크를 사랑하지 않는다는 걸 깨달으면서 마지막 순간에 빼냈던 것.
이제 40년이 지나 또 식이 다가오자 알베르트는 의식을 마저 완성하여 지옥문을 열고자 한다. 목표는 여전히 마크가 “그를 사랑하는 자”의 손에 죽게 하는 것이다. 알베르트는 리지나가 마크를 진심으로 사랑하는 것을 확인하자 리지나를 그냥 집으로 보내주고, 집에 도착한 리지나는 목이 약에 막혀 죽어가는 마크를 발견한다. 리지나는 기관절개술을 시도하지만 집의 초자연적 존재들이 시술에 필요한 펜 몸통을 숨겨서 마크는 식과 함께 목에서 피를 흘리며 죽고, 그렇게 리지나는 부지불식간에 의식을 완성한다.
집 안의 불이 다 나갔을 때 어둠(Darkness)은 리지나와 폴인척 하고 마리아가 가스불을 끄게 한 뒤 마리아를 죽이고, 리지나와 폴 앞에서는 리지나의 친구 카를로스인 척 하여 둘을 차에 태운다. 리지나네 집에 뒤늦게 도착한 카를로스는 리지나의 목소리를 흉내내는 어둠이 있는 집 안으로 들어가고, 그 사이 카를로스 행세 중인 어둠은 리지나와 폴을 차에 싣고 이 두 남매에게 닥친 운명을 상징하는 어두운 터널 속으로 진입한다.

## 출연진
- 애나 패퀸 - 리지나 “레지” 루아 역
- 레나 올린 - 마리아 루아 역: 엄마.
- 이언 글렌 - 마크 루아 역: 아빠.
- 잔카를로 잔니니 - 알베르트 루아 역
- 펠레 마르티네스 - 카를로스 역
- 스테판 엥키스트 - 폴 루아 역

## 우리말 녹음
KBS 성우진
- 정미숙 - 리지나 (애나 패퀸)
- 엄주환 - 아빠 (이언 글렌)
- 안경진 - 엄마 (레나 올린)
- 배정미 - 폴 (스테판 엥키스트)
- 안종국
- 김정호
- 김승준
- 최병상
- 이재용
- 변영희